# Kontich-Kazerne

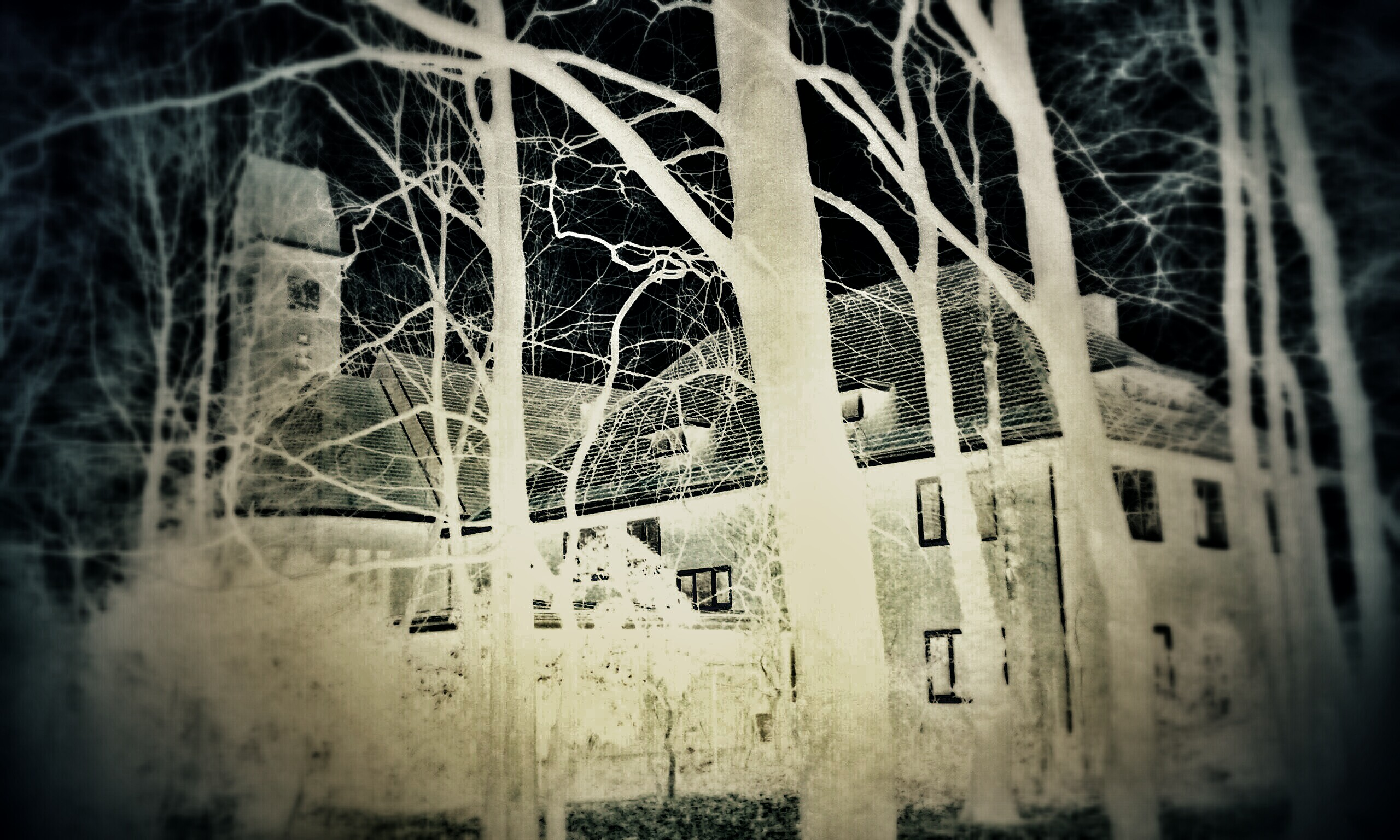
Onze-Lieve-Vrouw-Onbevlekt-Ontvangen kerk en pastorie gezien vanuit het Patersbos (nov C. Van der Voodt in “nieuwe zakelijkheid”)

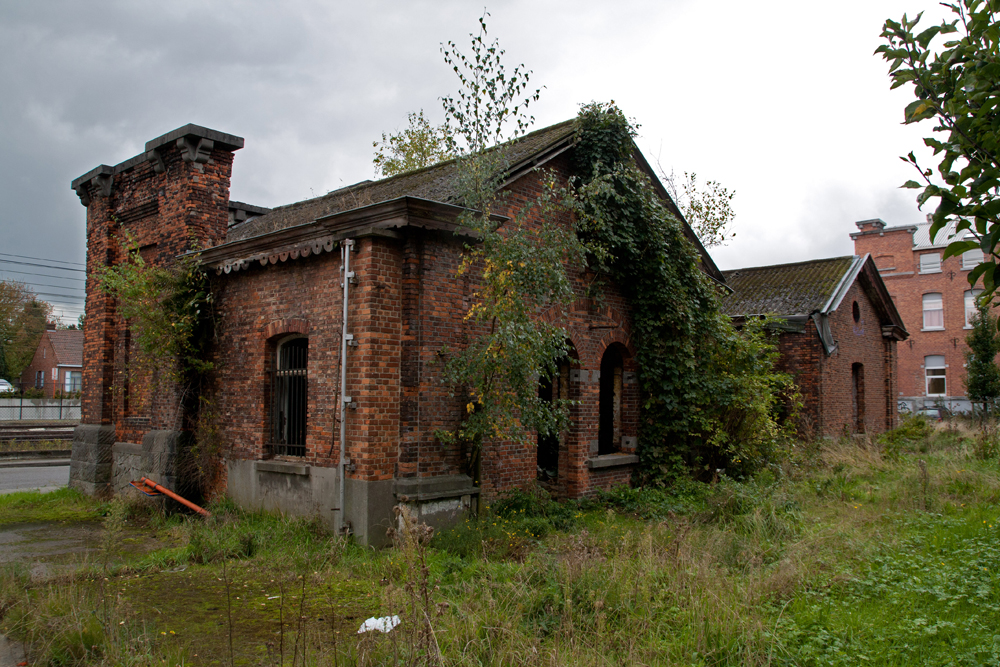
Poortgebouw van de voormalige kazerne (militiekanton 9)

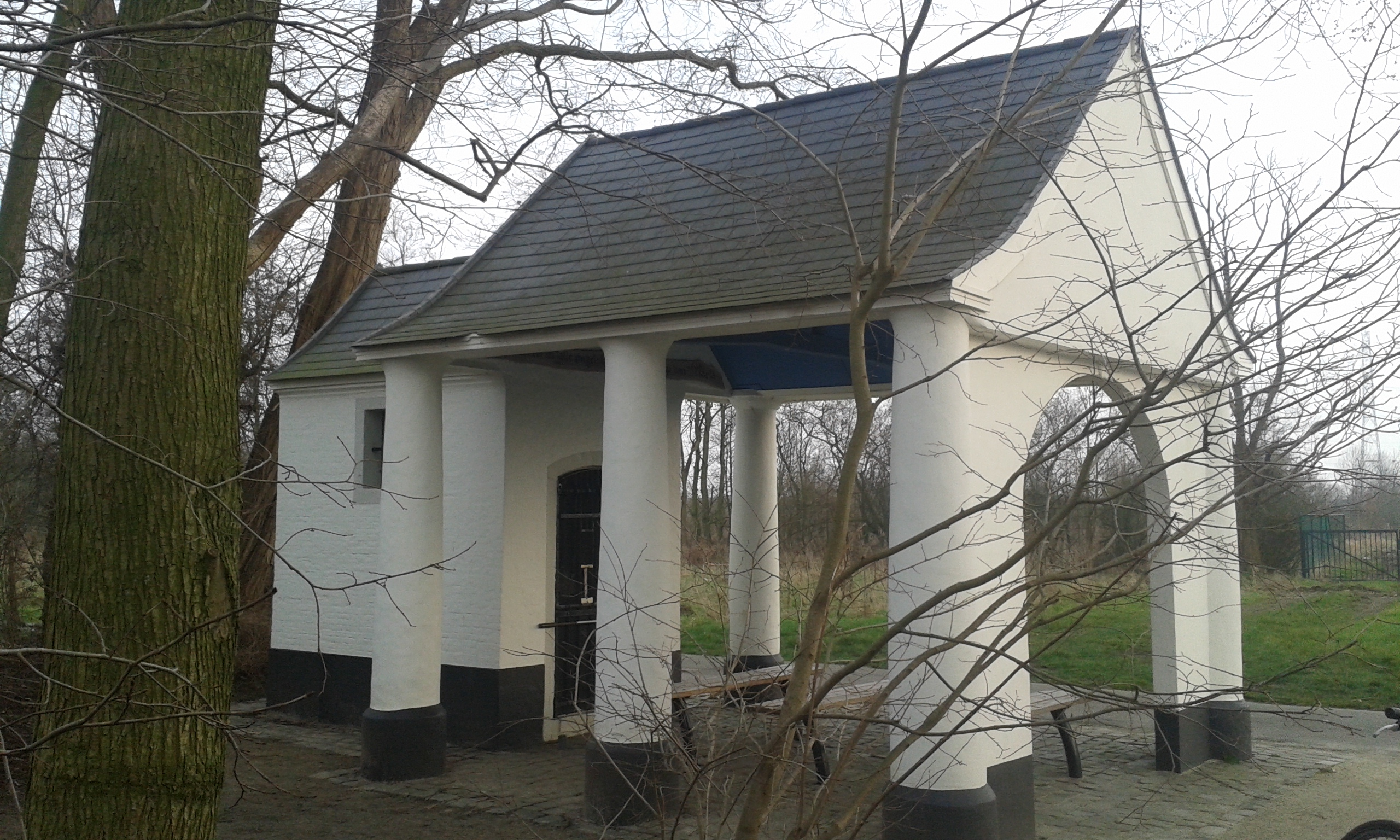
Boskapel (1760) in het Lang Bos (kapellekensbos)

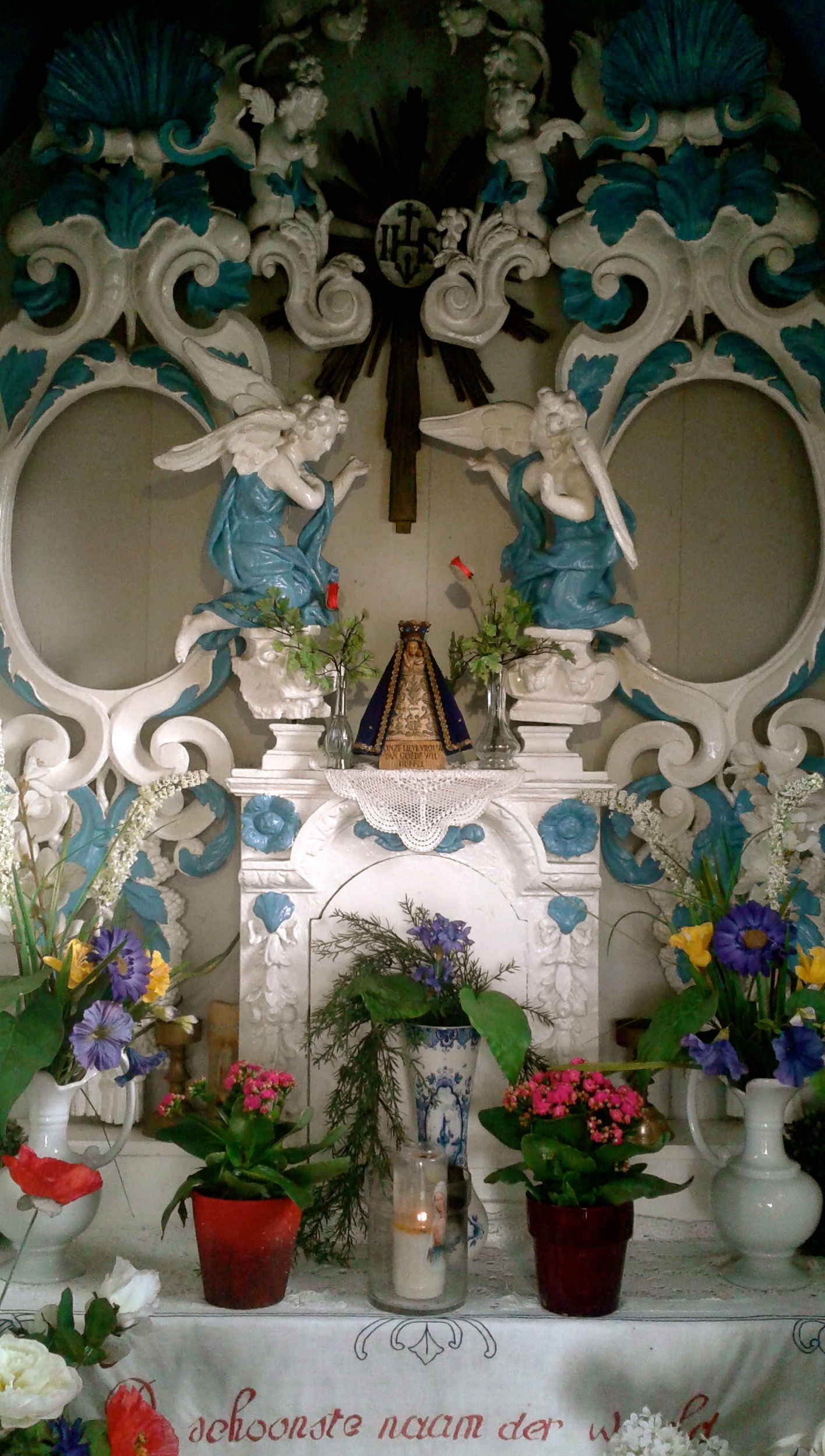
interieur van de boskapel in het Lang Bos, met centraal het in 1683 gestolen beeld van O.-L.-Vrouw-van-Goede-Wil uit Duffel

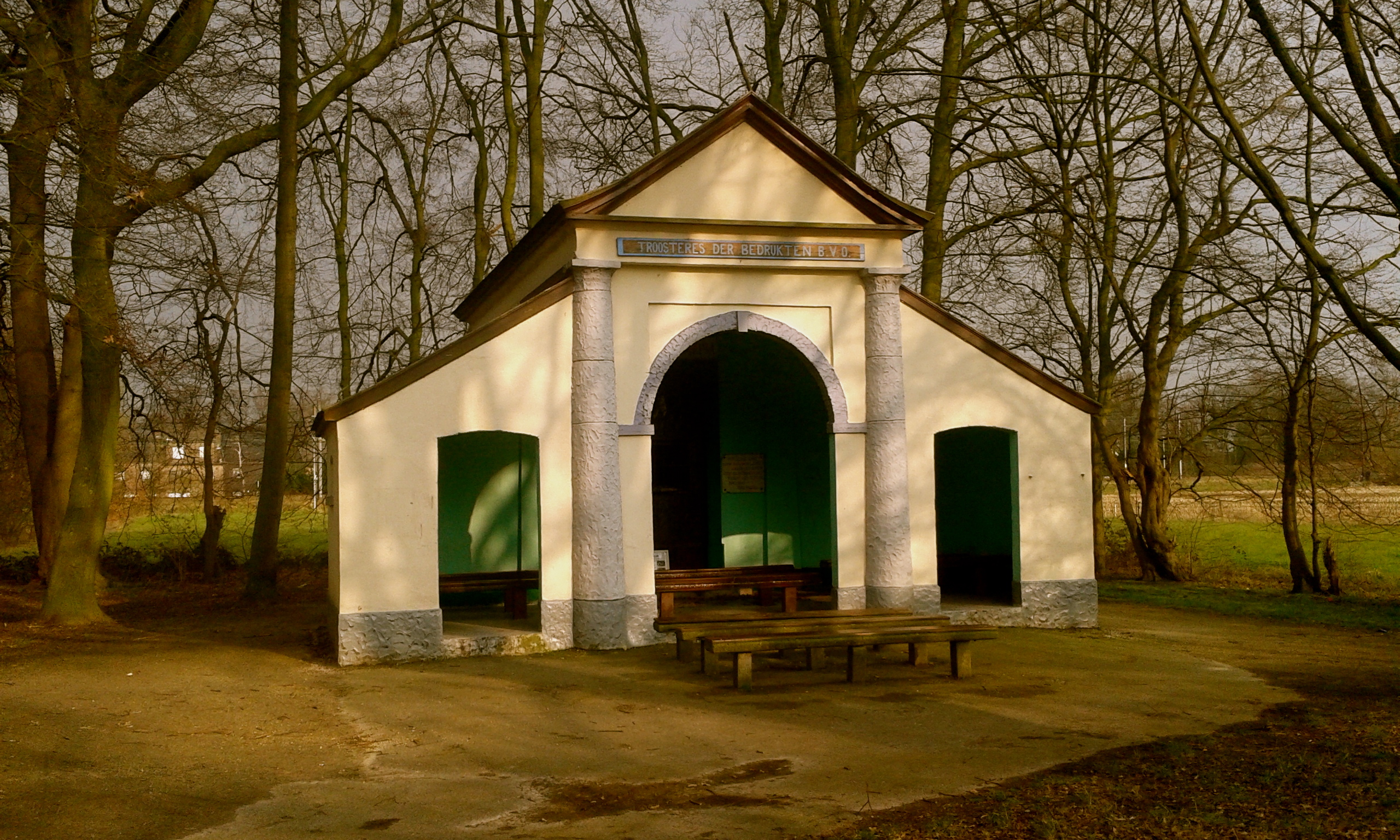
Tweede boskapel (1838) in het Lang Bos, opgericht door de bewoners van Lint

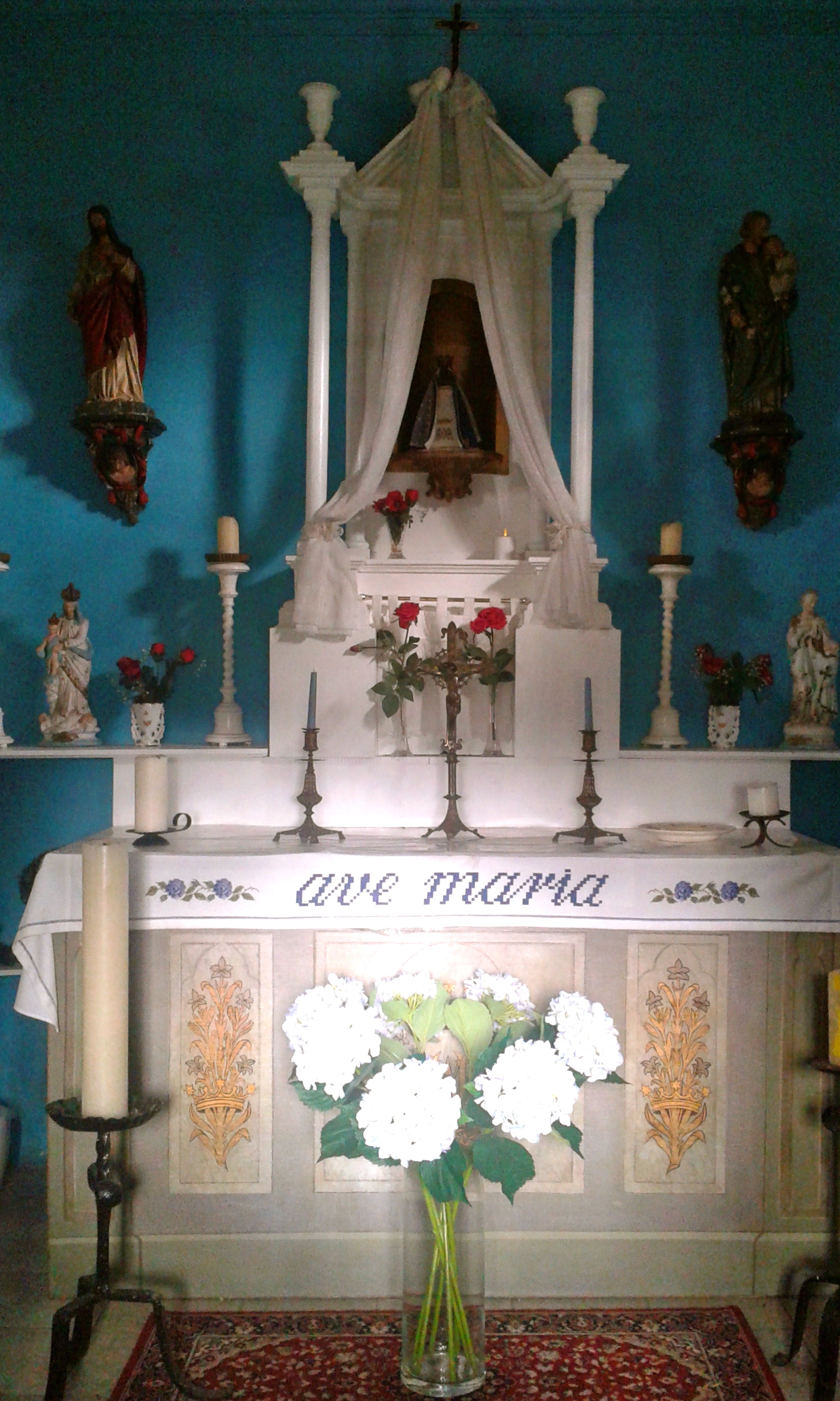
interieur van de tweede boskapel

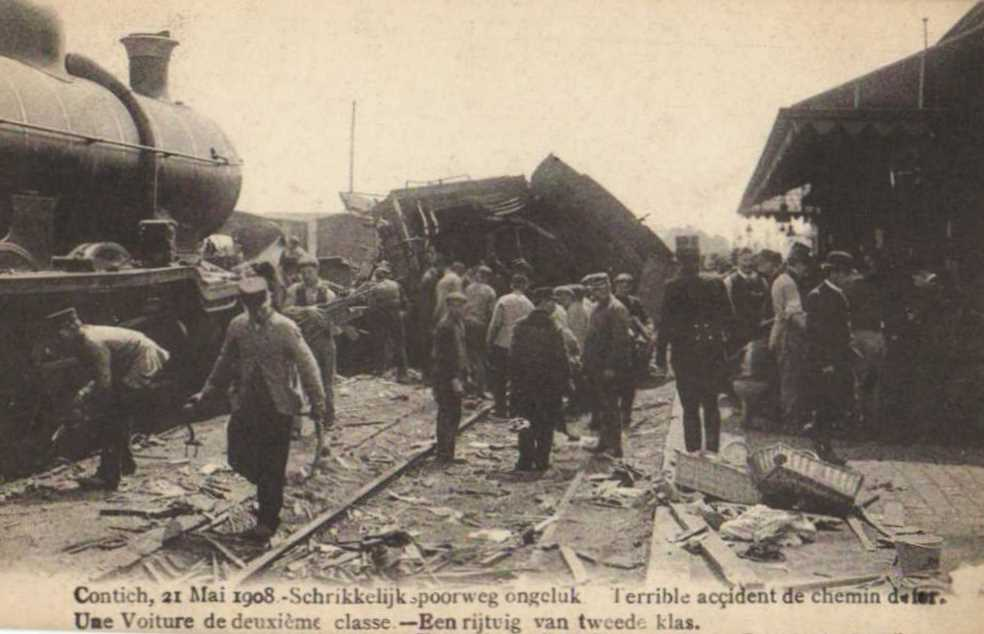
Treinramp van Kontich

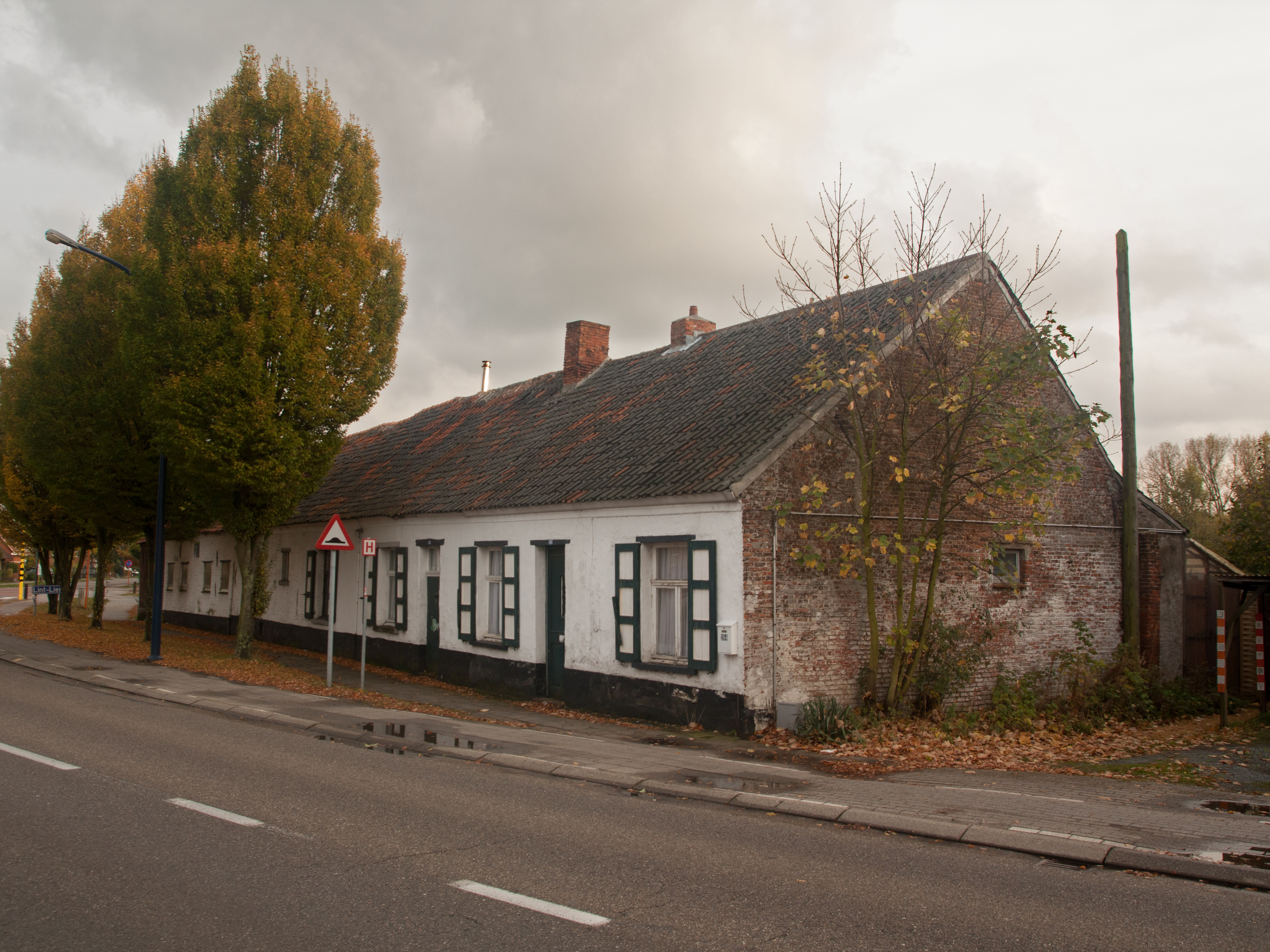
Ooststatiestraat 264-268

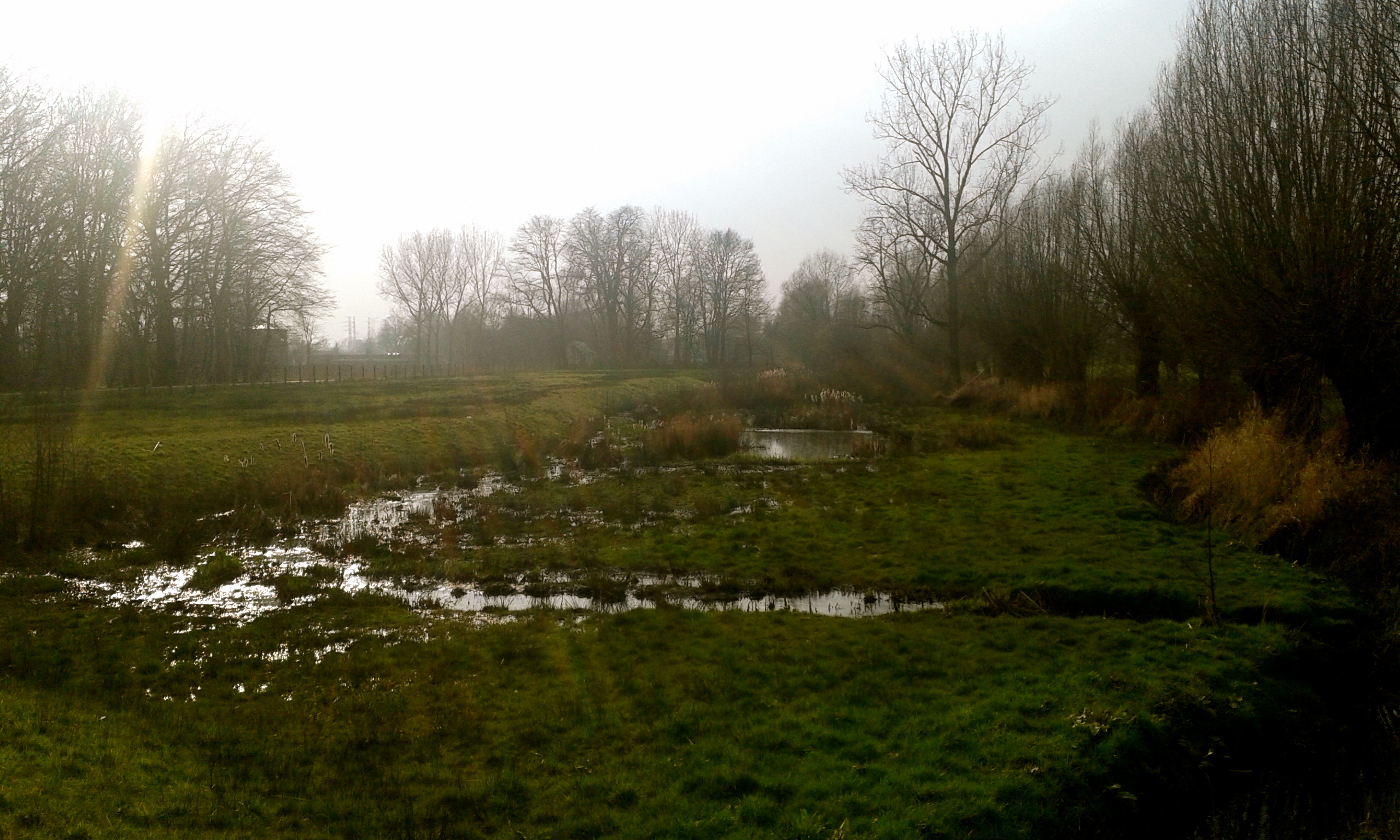
Babelse Plassen in het Lang Bos

Kontich-Kazerne is een deel van de Belgische gemeente Kontich, in de provincie Antwerpen. De woonkern is rond de voormalige kazerne van Kontich gegroeid. Het gebied bestaat uit een geheel van woonwijken, ruwweg begrensd door de spoorweg Antwerpen-Mechelen in het oosten en de Koningin Astridlaan in het westen. Het is in het oosten verbonden met de woonkern van Lint.

## Geschiedenis
Kontich-Kazerne is een qua naam en expansieperiode relatief jonge wijk. Toch gaat de geschiedenis veel verder terug dan de naam zou doen vermoeden. De oudste woonkernen van de gemeente Kontich, zo toont onderzoek van de Antwerpse Vereniging voor Romeinse Archeologie (AVRA) aan, bevonden zich immers hier.

### Gallo-Romeinse tijd
Zo werden, naar aanleiding van een plaatsnamenstudie, sporen aangetroffen van zowel een Keltisch als Gallo-Romeins dorp op de veldencomplexen "Steenakker" en "Kapelleveld".
Er werd een tempelcomplex aangetroffen dat bestond uit een temenos (publieke omheining) en fanum (tempel). Deze had een porticus (portiek) en cella (opslagruimte) in Doornikse steen. Rond dit heiligdom (dat vermoedelijk aan Mithras gewijd was) werden tal van sporen aangetroffen die wezen op een intense bewoning. Deze woningen waren zowel uit hout als steen opgetrokken omstreeks de 2e eeuw. Deze waren gelegen aan een deverticulum die vermoedelijk van Rumst naar Mortsel heeft gelopen, en een aftakking was van de heirbaan Bagacum Nerviorum-Traiectum. Daarnaast vond men ook tal van waterputten, afvalkuilen, laagovens voor de ijzerwinning en een pottenbakkersoven. Verder bestonden de vondsten uit een hoofdje van Minerva, een zwaard, fragmenten van gespen en siervoorwerpen, enkele munten en tal van scherven met terra sigillatastempel.
Op de Alfsberg, in de volksmond beter bekend als de IJzermaalberg, ten slotte werden fragmenten van een 'hypocaustum' (romeinse vloer- en muurverwarming) aangetroffen, wat op de aanwezigheid van een Romeinse villa wijst. Met de komst van de Germanen, verschuift de woonkern naar Kontich-centrum en verdwijnt Condacum onder de landbouwgrond.

### Middeleeuwen
Zoals reeds vermeld werd de wijk na de doortocht van de Germanen verlaten, en werd het landbouwgrond. Af en toe stootten ploegende boeren op stenen of beeldjes die dan door de volksfantasie in verband werden gebracht met een voormalige christelijke kapel. Toch lagen er her en der verspreid enkele belangrijke nederzettingen zoals hoeve "Ter Lint", "Rooiendonk" en het "Goed Ten Broeck". Deze laatste was een versterkte vesting uit de invloedssfeer van de Berthouts van Mechelen en zou later uitgroeien tot kasteel Boutersem met een drievoudige omwatering.

### Nieuw-Kontich
Ondanks de protesten (en zelfs een petitie aan het parlement) van tal van boeren, herbergiers, smeden, brouwers en handelaars tegen het diligence- en rijtuigenverkeer wordt de landelijke rust van de wijk, vanaf 3 mei 1836 ernstig verstoord door de eerste treinen op de Spoorlijn 25 (Mechelen-Antwerpen). Aan deze spoorlijn verrees in 1840 een schuilplaats en in 1857 de Ooststatie. Deze vormt nog steeds de kern van het huidige gebouw. In 1855 werd het Kontichse spoorwegnet uitgebreid met de lijn 13 (Kontich-Lier).
Rond diezelfde tijd, in 1869 neemt Kontich ook afscheid van haar voormalige deelgemeente Lint waarbij spoorlijn 25 de nieuwe grens wordt tussen beide gemeenten. Maar de toenmalige bouwwoede gaat verder, met de bouw van infanteriedepots aan de nieuwe spoorweg in 1877. Twee jaar later, namen het 9de en 10de infanterieregiment in gebruik en de naam Kontich-Kazerne werd geboren. De omgeving van de kazerne breidt zich uit met huisjes, winkels en enkele soldatencafés.
Kontich-Kazerne kreeg hierdoor geen al te beste reputatie in de omgeving en stond dan ook bekend als de "verwilderde wijk". Dit kwam doordat de soldaten tijdens kermissen en andere feesten naar de naburige dorpskernen afzakten. Hierbij stonden ze bekend als woelige en vechtlustige klanten, en waren ze bijgevolg ongewenste gasten in de Kontichse herbergen. Na de grote oorlog, werd de kazerne enkel nog gebruikt als opslagplaats voor materiaal en kleren, doch de reputatie bleef.
Donderdag 21 mei 1908 is een zwarte bladzijde in de geschiedenis van Kontich-Kazerne. Op deze dag vindt immers de 'treinramp van Kontich' plaats, nabij het station met 41 doden en 320 gewonden tot gevolg. Volgens onderzoeksrechter Vermeer, die de zaak leidde was de hoofdoorzaak van de ramp, "een slechte organisatie en een gebrek aan overeenstemming in het bestuur van de uit te voeren werken".

### Het Interbellum
Buiten de soldaten woonden er in het vroege Kontich-Kazerne voornamelijk land- en tuinbouwers en arbeiders. Zij waren voor het parochiale leven afgestemd op de naburige woonkernen van Lint, Kontich-centrum en in mindere mate Waarloos. Er kwamen dan ook vaak klachten van de buurtbewoners ter ore van Kanunnik-deken Broeckx, over de lange afstand (1/2 uur te voet) die ze dienden af te leggen. In 1928 kwam hieraan een einde door de komst van de Zusters van Vorselaar, die op vraag van de kanunnik een kapel en schoolgebouw zouden oprichten. Een leraar van de katholieke Normaalschool van Antwerpen, E.H. Van Dijck, zou vanaf 4 december 1927 elke week een mis verzorgen in de nieuw gebouwde kapel.
De kanunnik wou echter meer. In 1930, tijdens een onderhoud met pater Féron van de Broeders Monfortanen, sluit hij een akkoord met deze die zijn hartenwens in vervulling zou doen gaan. Hij had de broeder immers overtuigd tot het oprichten van een parochie in Kontich-Kazerne. Op 7 september 1930, werden de paters Bovens, Kamoen en Gandulplus tijdens een plechtige ceremonie afgehaald aan het station. Voor deze gelegenheid kwam praktisch de ganse wijk op de been, er werd slechts aan 4 huizen niet gevlagd.
De kapel zou niet lang meer dienstdoen. De wijk nam een snelle groei, waardoor de paters zich voornamen een missiehuis te bouwen en de kapel werd uitgebreid tot een heuse kerk. Deze werd op 3 oktober 1933 geconsacreerd onder de naam Onze-Lieve-Vrouw-Onbevlekt-Ontvangenkerk. Het nieuwgevormde rectoraat van Kontich-Kazerne besloeg de wijk en enkele straten over de spoorweg in de gemeente Lint. Op voorstel van kardinaal Jozef Van Roey zou het rectoraat op 1 maart 1952 een kapelanie worden. Tot dan dienden alle doopplechtigheden, begrafenissen en huwelijken plaats te vinden in de Sint-Martinuskerk te Kontich-Centrum of in de Onze-Lieve-Vrouw Geboortekerk te Lint. In 1966 ten slotte werd de kapelanie verheven worden tot parochie.

### Wereldoorlog II
Ondanks de hinder van de V1- en V2-bommen, besloten slechts weinig inwoners van Kontich-Kazerne tijdens de Tweede Wereldoorlog te vluchten, in tegenstelling tot bijvoorbeeld de bewoners van het naburige Lint.
Na de bevrijding werden er grootse feesten georganiseerd in het rectoraat van 25 tot en met 28 september 1947 ter ere van de heiligverklaring van Louis-Marie Grignion de Montfort stichter van de congregatie.

## Geografie

### Hydrografie
De Bautersemsebeek ontspringt in het bronnengebied Bautersem en het Broekbos. Ze verlaat Kontich-Kazerne nabij Alfacam naar Lint. Daarnaast stroomt ook de Babbelkroonbeek, die in Waarloos ontspringt, door de wijk en verlaat deze ter hoogte van het Kapellekesbos eveneens richting Lint.

### Topografie
Het hoogste punt van Kontich-Kazerne is de ijzermaalberg.

## Bezienswaardigheden
- De kazerne heeft een complex aan bakstenen gebouwen van 1877-1879 met een inrijpoort, een binnenplaats en paardenstallen, gelegen aan de Lintsesteenweg en de Infanterielaan.
- De Onze-Lieve-Vrouw-Onbevlekt-Ontvangenkerk

## Demografie
In Kontich-Kazerne woonden in 1930 ± 600 inwoners. In 2010 is dit aantal aangegroeid tot ongeveer 5000, dat wil zeggen een vierde van de volledige bevolking van Kontich.

## Cultuur

### Uitgaan
- Lintfabriek: Het jeugdhuis werd opgericht in 1982 en heeft tot ver buiten de landsgrenzen een reputatie opgebouwd als legendarische underground rocktempel. In 2006 zag de organisatie zich echter verplicht de deuren te sluiten door een vernietigend brandweerrapport. In 2010 werd besloten voortaan de handen in elkaar te slaan met vzw Karick en konden de activiteiten hervat worden in de Pauwhoevestraat 10.
- Komaf: Jeugdhuis

### Evenementen
Sinds 1997 vinden elk jaar in de maand augustus de Berenfeesten plaats in de Kapelstraat. Voorheen heette dit evenement Kontich-Kazerne Kermis.

## Religie en levensbeschouwing
Het Kontichse gehucht wordt geheel omvat door de Onze-Lieve-Vrouw-Onbevlekt-Ontvangenparochie. De bijbehorende kerk ligt centraal in Kontich-Kazerne. De parochie behoort tot de federatie Kontich, het dekenaat Rupel-Nete en het bisdom Antwerpen.

## Mobiliteit
Openbaar vervoer: Kontich-Kazerne is verbonden met Antwerpen en Mechelen via het spoorwegstation Kontich-Lint op de spoorlijnen 25 en 27. Daarnaast zijn er regelmatig bussen van vervoersmaatschappij De Lijn naar Lier, Kontich, Mortsel en Antwerpen.
Wegverkeer: De belangrijkste wegen die het gehucht doorkruisen zijn de Koningin Astridlaan (Mechelen - Antwerpen), de Duffelsesteenweg (Duffel), de Ooststatiestatiestraat (Kontich) en de Liersebaan (Lint en Lier).

## Onderwijs
- Kleuter- en basisschool Sint-Monfort, Hoge Akker 16

## Sport

### Voetbal
In Kontich-Kazerne zijn er twee voetbalclubs die aangesloten zijn bij de Koninklijke Vlaamse Voetbalbond (KVV), met name FC VDP, dat in de hoogste afdeling speelt en V.K. Kontich-Scaldis dat uitkomt in de Tweede Afdeling B. Tussen 1999 en 2010 won FC VDP viermaal het kampioenschap en zesmaal de beker.

### Volleybal
In het volleybal worden de gemeentelijke kleuren verdedigd door Kokaz volley vzw dat verschillende kampioenstitels in derde provinciale, tweede provinciale en eerste provinciale binnenhaalde. In het seizoen 1999-2000 werd voor de eerste maal doorgestoten naar de landelijke competitie.

## Nabijgelegen kernen
Kontich, Lint, Duffel, Waarloos, Hove